# Горшков, Анатолий Петрович
Анато́лий Петро́вич Горшко́в (9 мая 1908 года, Москва, Российская империя — 29 декабря 1985 года, Москва, СССР) — деятель советских органов государственной безопасности, один из руководителей обороны города Тулы и партизанских операций в годы Великой Отечественной войны, генерал-майор. Герой Российской Федерации (посмертно, 6 сентября 2016 года).

## Биография

### Ранние годы
Родился 9 мая 1908 года в Москве в семье рабочего. Окончил школу и текстильное училище. Работал учеником гравёра-накатчика на Московском хлопчатобумажном комбинате «Трёхгорная мануфактура», затем директором Дома культуры.
В 1930 году призван на военную службу и направлен в пограничные войска ОГПУ на Дальний Восток. Член ВКП(б)/КПСС с 1930 года. Прошёл путь от рядового пограничника 2-го кавалерийского полка НКВД до командира на пограничных заставах, в комендатурах и отрядах. Охранял дальневосточные рубежи, затем нёс службу на румынской и польской границах. Окончил Хабаровское пограничное училище и Высшую пограничную школу НКВД. С июня 1939 года направлен в Управление погранвойск в Киеве, затем получил назначение в Москву, в Главное управление пограничных войск.
Из личного дела Горшкова (10 июня 1940 года): «Партии Ленина-Сталина и Социалистической Родине — предан. Политически и морально устойчив, бдителен, военную и государственную тайну хранить умеет. Силу воли имеет. Энергичен, настойчив, решителен. В работе постоянно проявляет широкую личную инициативу. Требователен к себе и подчиненным. Дисциплинирован и исполнителен: Практически здоров. В быту скромен».

### В годы Великой Отечественной войны
В начале Великой Отечественной войны капитан А. П. Горшков назначен начальником 4-го отдела в Управление НКВД по Тульской области. В его задачи входила организация партизанских отрядов, разведывательно-диверсионных групп и истребительных батальонов. Всего в Туле было создано 19 истребительных батальонов:204. В состав истребительных батальонов входили проверенные коммунисты, комсомольцы и советские активисты, способные владеть оружием.

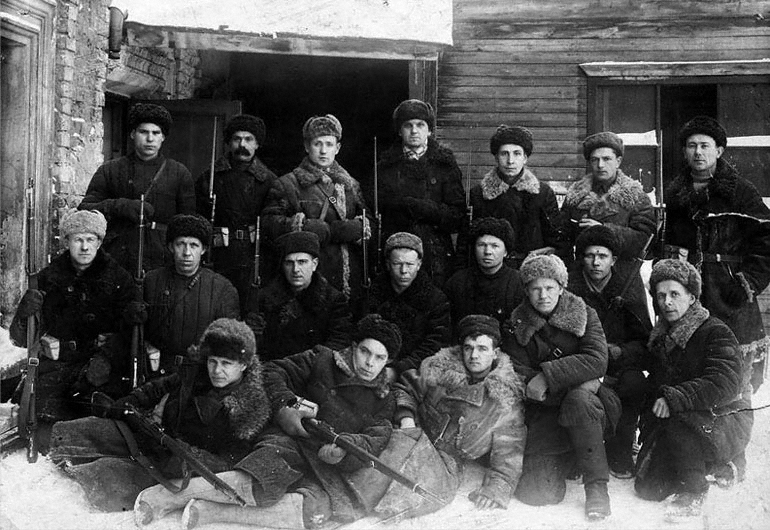
Группа бойцов истребительного батальона Тульского оружейного завода, 1941 год

Положение на Тульском направлении значительно осложнилось, когда 3 октября 1941 года части вермахта заняли город Орёл. В район города Мценска прибыли части и соединения 1-го особого гвардейского стрелкового корпуса, которые развернули бои с наступавшими немецкими войсками на границе Орловской и Тульской областей. В то же время для охраны тыла и эвакуации скота и зерна из районов, сопредельных с местами боёв, из Тулы были направлены истребительные батальоны и подразделения войск НКВД, которыми руководил капитан А. П. Горшков.
23 октября 1941 года городской комитет обороны принял решение сформировать Тульский рабочий полк в составе 1500 человек, объединив пять батальонов. Полк возглавил начальник 4-го отдела Управления НКВД Тульской области капитан госбезопасности А. П. Горшков. Комиссар полка — Григорий Агеев:206. За четыре дня он сформировал полк и командовал им почти все дни обороны города Тулы.
Из личного дела Горшкова: «Не будучи в достаточной степени обучен и сколочен, рабочий полк под командованием тов. Горшкова принял на себя первые удары танковых колонн Гудериана и полка „Великая Германия“ и в дальнейшем стойко удерживал рубежи на подступах к Туле. Полком тов. Горшков руководил в особо трудных условиях, так как из-за отсутствия командного состава не было штаба, средств связи, а в течение первых пяти дней не было и комиссара полка.» Награждён орденом Красного Знамени (31 января 1942). Оставил подробные воспоминания о боевых действиях Тульского рабочего полка в эти дни в своих мемуарах «Приказано: выстоять!» (1985).
В конце ноября 1941 года А. П. Горшков сдал полк новому командиру (бывшему командиру 958-го стрелкового полка 299-й стрелковой дивизии майору В. М. Баранову) и вернулся в Управление НКВД по Тульской области, где занимался организацией и переброской в тыл врага партизанских отрядов и разведывательно-диверсионных групп.
В начале 1942 года он был назначен на должность заместителя начальника штаба партизанского движения Брянского фронта. Неоднократно вылетал в тыл врага для руководства крупными операциями брянских партизан. Проделал огромную работу для восстановления связи и объединения партизанских отрядов в соединения и объединения, постановке им специальных заданий под руководством штаба партизанского движения. В результате активизировалась борьба партизан в тылу врага, только в августе-сентябре и за десять дней октября было убито 17969, ранено 4230 солдат и офицеров противника. Партизанами были спущены под откос 120 воинских эшелонов из 1469 вагонов с живой силой и техникой, военным имуществом врага, взорваны два бронепоезда, 121 паровоз, 15 самолетов, 45 танков, 6 бронемашин, 16 орудий, 285 автомашин с боеприпасами и живой силой, 39 мостов на шоссейных и грунтовых дорогах, 2 железнодорожных моста, 3 склада с боеприпасами и горючим, 4 завода и др. Активизировались партизанские отряды, действующие на территории Курской области, пустившие под откос 27 воинских эшелонов. Были подготовлены и высланы в Белорусскую ССР партизанские отряды для развития партизанского движения и диверсионной работы.
Весной 1943 года немецкие войска предприняли крупную антипартизанскую операцию при поддержке танков, артиллерии и самолётов. Однако партизаны, умело маневрируя, сумели выстоять и сохранить свои основные силы для продолжения диверсионных действий против гарнизонов и коммуникаций в тылу противника. За умелое руководство боевыми операциями А. П. Горшкову было присвоено звание генерал-майора. С сентября 1943 года — представитель Центрального и Белорусского штабов партизанского движения при штабе 1-го Белорусского фронта. Награждён вторым орденом Красного Знамени (31 января 1943)
В феврале 1944 года генерал-майор А. П. Горшков, имея за плечами большой опыт партизанской войны, назначен заместителем начальника Советской военной миссии в Югославии генерала Н. В. Корнеева, которая оказывала существенную помощь Народно-освободительной армии Югославии в борьбе против немецких войск. В июне-августе 1944 года возглавлял группу военных советников при начальнике Главного штаба НОАЮ в Сербии Коча Поповиче. В ноябре 1944 года вернулся в СССР.
Приказом НКВД СССР № 001447 от 1 декабря 1944 года ОББ НКВД СССР был реорганизован в Главное управление НКВД СССР по борьбе с бандитизмом (ГУББ НКВД СССР) с включением в его состав штаба истребительных батальонов НКВД СССР. Начальником 1-го отдела назначен генерал-майор А. П. Горшков.

### В послевоенное время
Приказом НКВД СССР № 001110 от 29 сентября 1945 года утверждены новые штаты, а Приказом НКВД СССР № 1013 от 2 октября 1945 года была объявлена расстановка личного состава ГУББ НКВД СССР. Генерал-майор А. П. Горшков назначен начальником 1-го отдела (Украина, Молдавия) ГУББ НКВД СССР. 8 февраля 1946 года генерал-майор А. П. Горшков был освобождён от должности начальника 1-го отдела ГУББ НКВД СССР в связи с назначением наркомом внутренних дел Кабардинской АССР.
С 1948 года в резерве МВД СССР. Работал в строительных организациях Академии Наук СССР, вёл большую общественную работу в международной комиссии Советского комитета ветеранов войны. Часто бывал в Туле, в городах и посёлках Тульской области, встречался с ветеранами и молодёжью. В 1966 году А. П. Горшкову было присвоено звание «Почётный гражданин города Тулы», а в сентябре 1968 года — «Почётный гражданин города Брянска».
Умер 29 декабря 1985 года в Москве. Похоронен на Кунцевском кладбище.

## Публикации
- Горшков А. П. Народ берется за оружие / А. П. Горшков // Они защищали Тулу: Воспоминания и очерки. Тула: Тульское книжное издательство, 1961. — С. 27—32.
- Горшков А. П. Рабочий полк Тулы / А. П. Горшков // Война. Народ. Победа. КнЛ.—М.: Политиздат, 1976. — С. 132—135.
- Горшков А. П. Приказано: выстоять! (Записки командира Тульского рабочего полка) / Лит. запись В. М. Карпия. — Тула: Приок. кн. изд-во, 1985. — 223 с. — (Бессмертие).
- Горшков А. П. На рубежах бессмертия. // Победители. — Тула, 2004. — С. 50—59.
- Горшков А. П. Как спасали штаб Тито. // Военно-исторический архив. — 2001. — № 8. — С.138—156.

## Награды и звания
Российские государственные награды:
- Герой Российской Федерации (6 сентября 2016 года, посмертно) — «за мужество и героизм, проявленные при обороне города Тулы от немецко-фашистских захватчиков в период Великой Отечественной войны 1941—1945 годов»[11]

Советские государственные награды:
- орден Ленина
- орден Октябрьской Революции
- три ордена Красного Знамени (31 января 1942[2], 31 января 1943[8], ??)
- орден Кутузова II степени
- орден Отечественной войны I степени (6 апреля 1985[12])
- орден Красной Звезды (3 ноября 1944)
- орден «Знак Почёта»
- медали
- именные часы от НКВД СССР[2]

Югославские государственные награды:
- орден Партизанской Звезды I степени.

Почётный гражданин городов Тулы (1966), Брянска (сентябрь 1968) и Суворовского района Тульской области (1966).

## Память
В Туле в его честь названа улица Генерала Горшкова (посёлок Косая Гора), а в 2001 году на здании бывшего Управления НКВД установлена мемориальная доска.

## Семья
Жена — Антонина Александровна, три дочери: Людмила (род. 1934, город Тирасполь), Нина (род. 1937, город Славута), Татьяна (род. 1947, город Нальчик).

## Оценки и мнения
Из воспоминаний командира Тульского рабочего полка Анатолия Горшкова о начале обороны Тулы:

Утро 30 октября застало полк в окопах. Шёл нудный, холодный осенний дождь. Мы уже знали из данных конной разведки о подготовке танковой атаки. И вот около шести утра в районе наших позиций стали разрываться снаряды и мины. Немцы начали артиллерийскую подготовку. В шесть тридцать мы услышали низкий тяжёлый гул, а потом увидели танки: Началась первая атака. Потом была вторая. Третья. Четвёртая…

Бывший начальник Центрального штаба партизанского движения П. К. Пономаренко:

Генерал-майор А. П. Горшков, бывший заместитель Брянского штаба партизанского движения и командующий южной группой брянских партизан, так характеризовал значение «Рельсовой войны»: "Особенно эффективным средством борьбы с врагом была объявленная приказом Центрального штаба партизанского движения в августе 1943 года «Рельсовая война»… разрушение мостов, подрыв железнодорожных путей, налеты на станции и разгром путевого хозяйства, приемы сложного минирования, рельсовая война. Таков арсенал боевых приемов борьбы партизан, имевших исключительный эффект.